# Osman Bukari
Osman Bukari, né le 13 décembre 1998 à Accra au Ghana, est un footballeur international ghanéen. Il joue au poste d'ailier droit à l'Austin FC.

## Biographie

### En club
Né à Accra au Ghana, Osman Bukari est formé au Accra Lions. 
En juillet 2018 il rejoint la Slovaquie pour s'engager avec l'AS Trenčín. Lors de la saison 2019-2020 il est nommé dans l'équipe type du championnat.
Le 4 septembre 2020, il s'engage en faveur du KAA La Gantoise,. Il joue son premier match sous ses nouvelles couleurs lors d'une rencontre de championnat face au Royal Excel Mouscron le 19 septembre suivant. Il entre en jeu à la place de Jordan Botaka et son équipe s'impose par un but à zéro. Dix jours plus tard, Bukari fait sa première apparition en Ligue des champions face au Dynamo Kiev. Il est titularisé mais son équipe s'incline (3-0).
Le 12 août 2021, Osman Bukari est prêté pour une saison par La Gantoise au FC Nantes. Il fait sa première apparition avec les Canaris le 22 août 2021, lors d'un derby breton contre le Stade rennais FC. Il entre en jeu à la place de Renaud Emond et son équipe s'incline par un but à zéro. Il remporte avec Nantes la Coupe de France, jouant la finale disputée le 7 mai 2022 contre l'OGC Nice. Il entre en jeu à la place de Moses Simon et son équipe l'emporte par un but à zéro, sur un penalty transformé par Ludovic Blas.
Osman Bukari rejoint l'Étoile rouge de Belgrade lors de l'été 2022. Le transfert est annoncé le 21 juin 2022,.
Le 3 août 2022, Bukari se fait remarquer en réalisant son premier triplé pour l'Étoile rouge de Belgrade, lors d'une rencontre qualificative pour la phase de groupe de la Ligue des champions face au FC Pyunik Erevan. Il est titularisé et participe à la victoire de son équipe par cinq buts à zéro.
Le 30 mai 2024, Osman Bukari s'engage en faveur de la franchise de MLS de l'Austin FC. Le montant du transfert est estimé à 7 millions d'euros.
Bukari marque son premier but pour Austin le 25 août 2024, lors d'une rencontre de MLS face au Nashville SC. Il participe ainsi à la victoire de son équipe par deux buts à zéro.

### En sélection
Le 25 mars 2021, Osman Bukari honore sa première sélection avec l'équipe nationale du Ghana contre l'Afrique du Sud, lors d'un match comptant pour les éliminatoires de la CAN 2021. Il entre en jeu lors de cette rencontre qui se solde par un match nul (1-1).
Le 14 novembre 2022, il est sélectionné par Otto Addo pour participer à la Coupe du monde 2022.  Le 31 décembre 2023, il est retenu dans la liste des vingt-sept joueurs ghanéens sélectionnés par Chris Hughton pour disputer la Coupe d'Afrique des nations 2023.

## Palmarès
- FC Nantes
  - Vainqueur de la Coupe de France en 2022